# Gustavo Ricardo Coppa
Gustavo Ricardo Coppa ist ein argentinischer Diplomat.
Am 9. April wurde Coppa zum neuen argentinischen Botschafter in Indonesien ernannt. Damit verbunden ist die Akkreditierung für die ASEAN und für Osttimor. Am 28. Mai 2024 übergab Coppa seine Akkreditierung in Dili an Präsident José Ramos-Horta.